# Estación Luciano Leiva
Luciano Leiva es una estación de ferrocarril ubicada en las áreas rurales del Departamento San Justo, provincia de Santa Fe, Argentina
La estación fue habilitada en 1888 por el Ferrocarril Provincial de Santa Fe.

## Servicios
Era una de las estaciones intermedias del Ramal F del Ferrocarril General Belgrano.